# Leichtathletik-Europameisterschaften 1986/5000 m der Männer

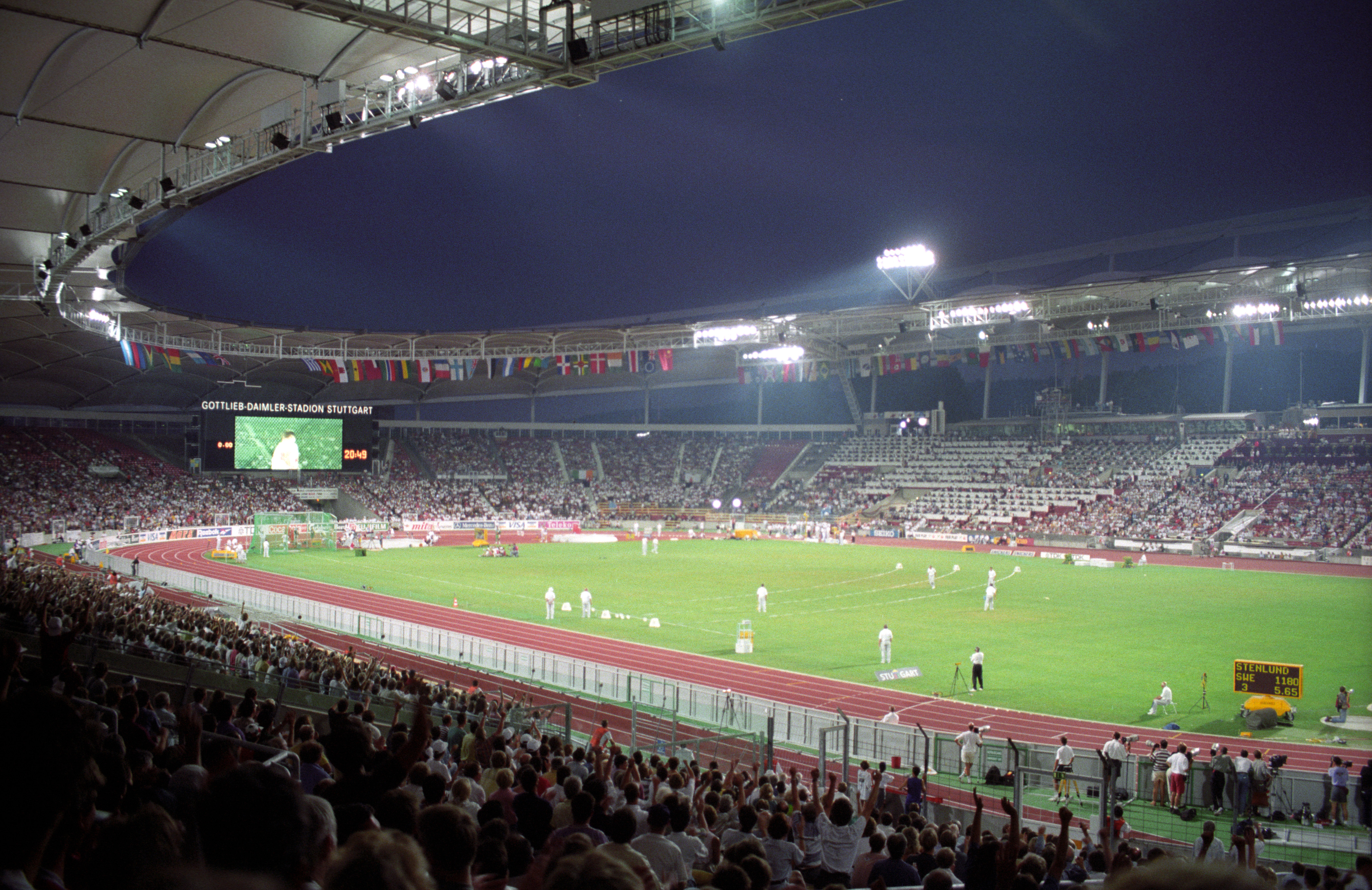
Das Stuttgarter Neckarstadion (heute MHPArena) bei den Leichtathletik-Weltmeisterschaften 1993

Der 5000-Meter-Lauf der Männer bei den Leichtathletik-Europameisterschaften 1986 wurde am 28. und 31. August 1986 im Stuttgarter Neckarstadion ausgetragen.
Mit Gold und Bronze gab es in diesem Wettbewerb zwei Medaillen für die britischen Läufer. Europameister wurde Jack Buckner. Den zweiten Platz belegte der Italiener Stefano Mei, fünf Tage zuvor Europameister über 10.000 Meter. Bronze ging an Tim Hutchings.

## Rekorde

### Bestehende Rekorde
| Weltrekord           | 13:00,40 min | Saïd Aouita     | Oslo, Norwegen  | 27. Juli 1985     |
| Europarekord         | 13:00,41 min | David Moorcroft | Oslo, Norwegen  | 7. Juli 1982      |
| Meisterschaftsrekord | 13:17,21 min | Brendan Foster  | EM Rom, Italien | 8. September 1974 |

### Rekordverbesserungen
Der bestehende EM-Rekord wurde verbessert und darüber hinaus gab es einen neuen Landesrekord.
- Meisterschaftsrekord: 13:10,15 min – Jack Buckner (Großbritannien), Finale am 31. August
- Landesrekord: 13:13,15 min – Ewgeni Ignatow (Bulgarien), Finale am 31. August

## Legende
Kurze Übersicht zur Bedeutung der Symbolik – so üblicherweise auch in sonstigen Veröffentlichungen verwendet:
| CR  | Championshiprekord                       |
| NR  | Nationaler Rekord                        |
| DNF | Wettkampf nicht beendet (did not finish) |

## Vorrunde
28. August 1982, 21:20 Uhr
Die Vorrunde wurde in zwei Läufen durchgeführt. Die ersten sechs Athleten pro Lauf – hellblau unterlegt – sowie die darüber hinaus drei zeitschnellsten Läufer – hellgrün unterlegt – qualifizierten sich für das Halbfinale.

### Vorlauf 1

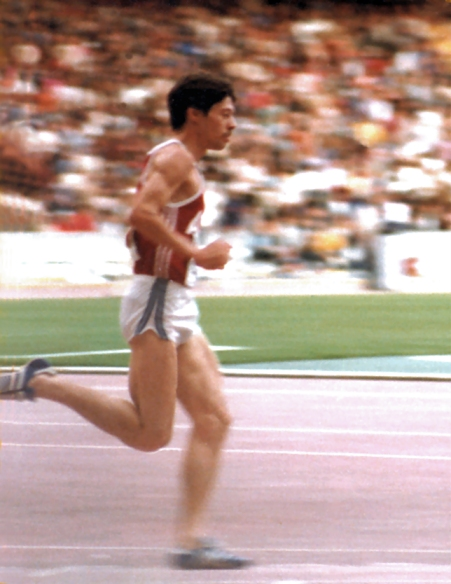
Titelverteidiger Thomas Wessinghage hatte nicht mehr die Form früherer Jahre und schied im Vorlauf aus

| Platz | Name                  | Nation           | Zeit (min) |
| ----- | --------------------- | ---------------- | ---------- |
| 1     | Vincent Rousseau      | Belgien          | 13:30,22   |
| 2     | Tim Hutchings         | Großbritannien   | 13:30,40   |
| 3     | Stefano Mei           | Italien          | 13:30,63   |
| 4     | Markus Ryffel         | Schweiz          | 13:30,83   |
| 5     | Alberto Cova          | Italien          | 13:31,18   |
| 6     | Steve Ovett           | Großbritannien   | 13:31,24   |
| 7     | Martti Vainio         | Finnland         | 13:31,51   |
| 8     | Thomas Wessinghage    | BR Deutschland   | 13:33,98   |
| 9     | Eirik Hansen          | Norwegen         | 13:39,01   |
| 10    | Lubomír Tesáček       | Tschechoslowakei | 13:39,70   |
| 11    | José Manuel Albentosa | Spanien          | 13:49,86   |
| 12    | Lars-Erik Nilsson     | Schweden         | 13:52,76   |
| 13    | Necdet Ayaz           | Türkei           | 14:02,08   |
| DNF   | José Regalo           | Portugal         |            |
| DNF   | Filippos Filippou     | Zypern           |            |

### Vorlauf 2

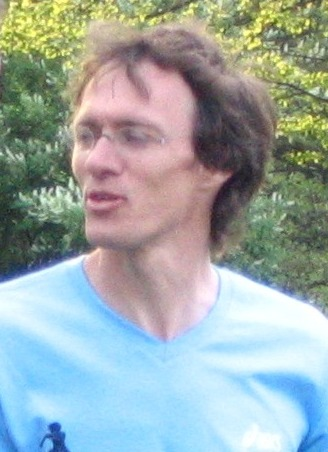
Dieter Baumann erreichte bei seiner ersten internationalen Meisterschaft nicht das Finale

| Platz | Name             | Nation           | Zeit (min) |
| ----- | ---------------- | ---------------- | ---------- |
| 1     | Pierre Délèze    | Schweiz          | 13:28,61   |
| 2     | Ewgeni Ignatow   | Bulgarien        | 13:28,84   |
| 3     | Jack Buckner     | Großbritannien   | 13:28,92   |
| 4     | Salvatore Antibo | Italien          | 13:29,03   |
| 5     | António Leitão   | Portugal         | 13:29,10   |
| 6     | Uwe Mönkemeyer   | BR Deutschland   | 13:29,39   |
| 7     | Fernando Couto   | Portugal         | 13:29,63   |
| 8     | Ivan Uvízl       | Tschechoslowakei | 13:31,92   |
| 9     | Abel Antón       | Spanien          | 13:32,61   |
| 10    | Paul Donovan     | Irland           | 13:37,56   |
| 11    | Jonny Danielson  | Schweden         | 13:38.00   |
| 12    | Dieter Baumann   | BR Deutschland   | 13:44.22   |
| 13    | Bruno Lafranchi  | Schweiz          | 13:51,46   |

## Finale

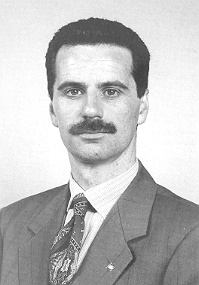
Der Europameister 1982, Weltmeister 1983 und Olympiasieger 1984 über jeweils 10.000 Meter Alberto Cova erreichte in diesem Rennen Platz acht, nachdem er fünf Tage zuvor Silber über 10.000 Meter gewonnen hatte
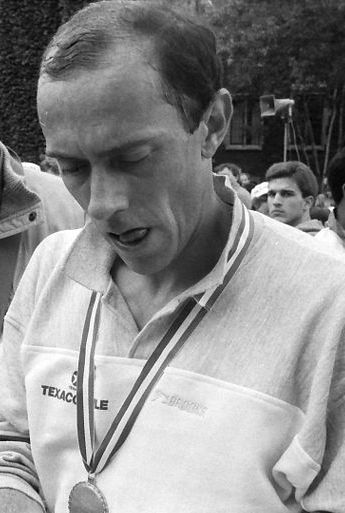
Der Europameister von 1978 über 800 Meter und Olympiasieger von 1980 über 1500 Meter Steve Ovett kam hier nicht ins Ziel

31. August 1982, 17:10 Uhr
| Platz | Name             | Nation           | Zeit (min)  |
| ----- | ---------------- | ---------------- | ----------- |
| 1     | Jack Buckner     | Großbritannien   | 13:10,15 CR |
| 2     | Stefano Mei      | Italien          | 13:11,57    |
| 3     | Tim Hutchings    | Großbritannien   | 13:12,88    |
| 4     | Ewgeni Ignatow   | Bulgarien        | 13:13,15 NR |
| 5     | António Leitão   | Portugal         | 13:17,67    |
| 6     | Martti Vainio    | Finnland         | 13:22,67    |
| 7     | Pierre Délèze    | Schweiz          | 13:28,80    |
| 8     | Alberto Cova     | Italien          | 13:35,86    |
| 9     | Ivan Uvízl       | Tschechoslowakei | 13:37,26    |
| 10    | Salvatore Antibo | Italien          | 13:38,25    |
| 11    | Uwe Mönkemeyer   | BR Deutschland   | 13:40,52    |
| 12    | Fernando Couto   | Portugal         | 13:42,39    |
| 13    | Vincent Rousseau | Belgien          | 13:51,69    |
| DNF   | Steve Ovett      | Großbritannien   |             |
| DNF   | Markus Ryffel    | Schweiz          |             |

## Videolinks
- Jack Buckner - European Athletics Championships 5,000m Final, Stuttgart 1986, www.youtube.com, abgerufen am 12. Dezember 2022
- 5000m Final - European Athletic Championships 1986, www.youtube.com, abgerufen am 12. Dezember 2022